# Virginia Slims Championships 1978, одиночний розряд
Кріс Еверт була чинною чемпіонкою, але цього разу не змогла кваліфікуватись.
Мартіна Навратілова виграла титул, у фіналі перемігши Івонн Гулагонг Коулі з рахунком 7–6, 6–4. 

## Сіяні гравчині
1. Мартіна Навратілова (переможниця)
2. Івонн Гулагонг Коулі (фінал)
3. Бетті Стеве (Круговий турнір)
4. Вірджинія Вейд (Круговий турнір)
5. Біллі Джин Кінг (Круговий турнір)
6. Венді Тернбулл (Third place)
7. Розмарі Касалс (Fourth place)
8. Керрі Рід (Круговий турнір)

## Сітка

### Легенда
| - Q = Кваліфаєр - WC = Вайлд-кард - LL = Щасливий лузер | - Alt = Заміна - SE = Виняток - PR = Захищений рейтинг | - w/o = Без гри - r = Зняття - d = Присуджено перемогу |

### Фінальна частина
|  | Фінал |                      |    |   |  |  |
|  |       |                      |    |   |  |  |
|  | 1     | Мартіна Навратілова  | 7  | 6 |  |  |
|  | 2     | Івонн Гулагонг Коулі | 65 | 4 |  |  |

|  | Плей-оф за третє місце |                |   |   |  |  |
|  |                        |                |   |   |  |  |
|  | 6                      | Венді Тернбулл | 7 | 6 |  |  |
|  | 7                      | Розмарі Касалс | 6 | 3 |  |  |

### Круговий турнір

#### Золота група
|   | Золота група        | Навратілова | Стов     | Тернбулл | Рід      | Матчів В–П | Сетів В–П   | Геймів В–П    | Положення |
| 1 | Мартіна Навратілова |             | 6–2, 6–3 | 6–2, 6–1 | 6–2, 6–3 | 3–0        | 6–0 (100%)  | 36–13 (73.5%) | 1         |
| 3 | Бетті Стеве         | 2–6, 3–6    |          | 4–6, 3–6 | 7–6, 7–6 | 1–2        | 2–4 (33.3%) | 26–36 (42.0%) | 3         |
| 6 | Венді Тернбулл      | 2–6, 1–6    | 6–4, 6–3 |          | 7–6, 6–1 | 2–1        | 4–2 (66.7%) | 28–26 (51.9%) | 2         |
| 8 | Керрі Рід           | 2–6, 3–6    | 6–7, 6–7 | 6–7, 1–6 |          | 0–3        | 0–6 (0.0%)  | 24–39 (38.1%) | 4         |

#### Помаранчева група
|   | Помаранчева група | Гулагонг Коулі | Вейд          | Кінг          | Касалс        | Матчів В–П | Сетів В–П   | Геймів В–П    | Положення |
| 2 | І Гулагонг Коулі  |                | 6–0, 7–6      | w/o           | 7–6, 6–4      | 3–0        | 4–0 (100%)  | 20–16 (55.5%) | 1         |
| 4 | Вірджинія Вейд    | 0–6, 6–7       |               | 1–6, 6–2, 6–4 | 5–7, 6–3, 0–6 | 1–2        | 3–5 (37.5%) | 30–41 (42.3%) | 3         |
| 5 | Біллі Джин Кінг   | w/o            | 6–1, 2–6, 4–6 |               | w/o           | 0–3        | 1–2 (33.3%) | 12–13 (48.0%) | 4         |
| 7 | Розмарі Касалс    | 6–7, 4–6       | 7–5, 3–6, 6–0 | w/o           |               | 2–1        | 2–3 (40.0%) | 26–24 (52.0%) | 2         |